# 新川渓谷温泉郷

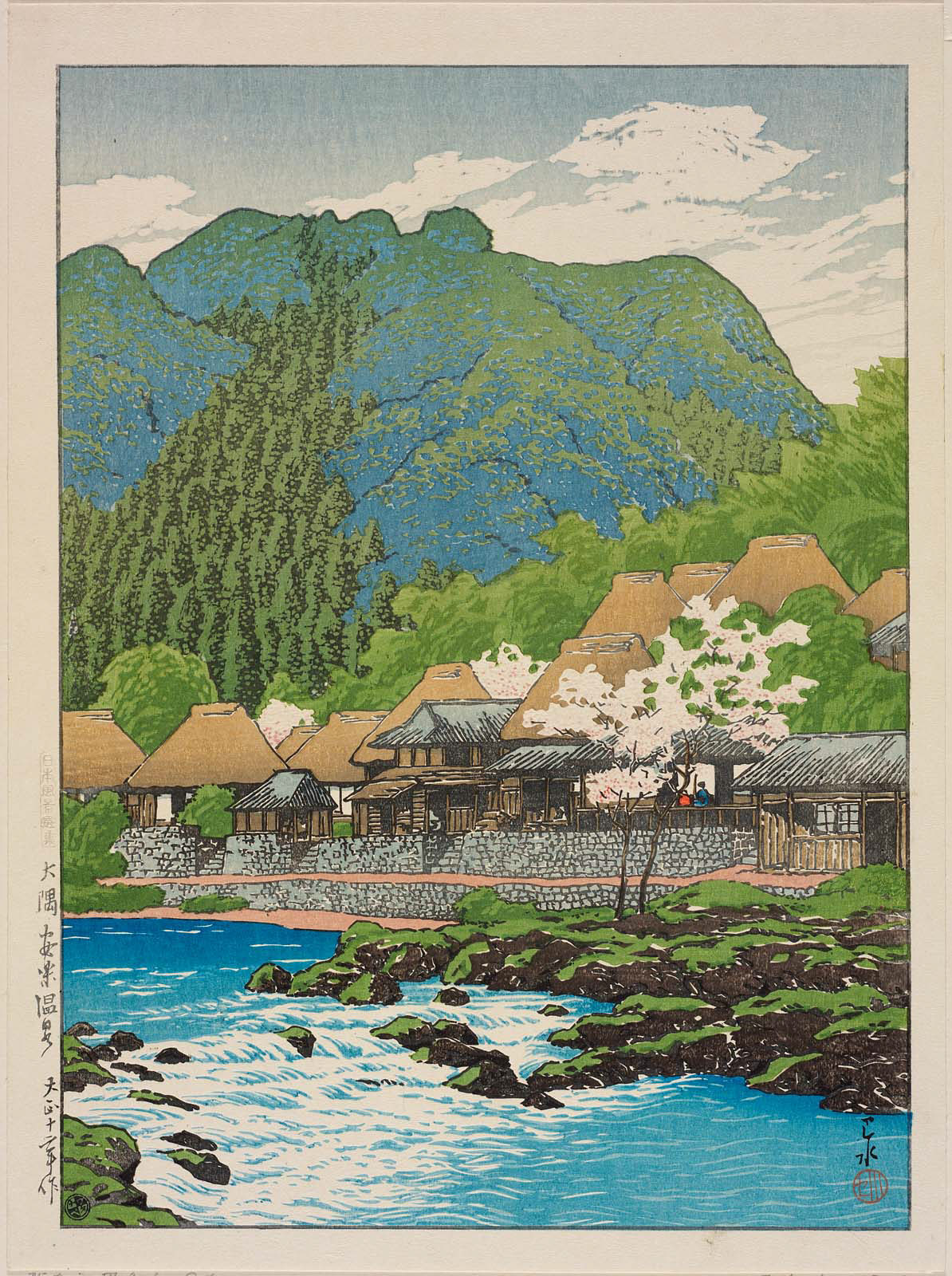
川瀬巴水「日本風景選集」より『大隈 安楽温泉』

新川渓谷温泉郷（しんかわけいこくおんせんきょう）は鹿児島県霧島市牧園町（旧国大隅国）の新川渓谷一帯に点在する温泉群の総称（温泉郷）である。近年はその範囲が広がり同市隼人町の温泉を含む場合がある。

## 歴史
1967年（昭和42年）10月19日 - 厚生省告示第420号により隼人・新川渓谷温泉郷として、日の出、塩浸、安楽、新川、妙見、日当山の各温泉が国民保養温泉地に指定。

## 温泉地の名称
- 日の出温泉（宿泊施設はなく、ドライブイン風の日帰り施設のみ）
- 塩浸温泉（坂本龍馬が新婚旅行で立ち寄ったことで知られるが、今その旅館はなく、ここも日帰り施設のみ）
- ラムネ温泉（日帰り入浴可、宿泊棟あり）
- 安楽温泉（湯治主体の宿で、民宿や自炊宿が多い）
- 新川温泉（天降川《あもりがわ》温泉ともいう。大自然に囲まれてホテルが一軒のみ存在）
- 妙見温泉
- 日当山温泉
- 姫城温泉